# Антиохийская церковь
Антиохийская церковь (араб. كنيسة أنطاكية‎, каниса антакья; тур. Antakya Kilisesi) — одна из пяти крупнейших церквей раннего христианства в восточной части Римской империи с центром в Антиохии. В настоящее время различные поместные церкви (патриархаты) связывают свою идентификацию и происхождение с древней единой нераздельной церковью Антиохии: Антиохийская (православная), Сирийская (дохалкидонская), Сирийская (восточнокатолическая), Маронитская (восточнокатолическая) и Мелькитская (восточнокатолическая).

## Исторический очерк

Христологические споры, способствовавшие разделению христианского мира (в том числе Антиохийской церкви) в V веке

Новый Завет (Деян. 11:26) упоминает об Антиохии как месте, в котором последователи Христа в первый раз стали называться христианами. Христианская церковь в Антиохии была основана беженцами из Иудеи. Распространение христианства в древней многонациональной Антиохии происходило преимущественно среди греков и евреев. В соответствии с церковной традицией первыми лидерами христианской общины считаются апостолы Пётр и Павел. Апостол Пётр перед своим отбытием в Рим, рукоположил епископом Антиохии Евода (около 53 года). Свидетельства деятельности апостола Петра в Антиохии содержатся во многих раннехристианских источниках: в Новом Завете (Гал. 2:11), у Оригена (6-я гомилия на Евангелие от Луки), у Евсевия Кесарийского (Церковная история), Иоанна Златоуста, Феодорита Кирского и в различных сирийских источниках.
Несмотря на длительный период гонений (с середины I до конца III веков), церковь в Антиохии укреплялась. В связи с активной борьбой с еретическими движениями в III—IV веках, в церкви Антиохии развилась традиция проведения церковных Соборов. В начале IV века, после легализации христианства в Римской империи, Антиохийская церковь стала центром христианства в азиатской части Римской империи, Персии и Аравии. Из Антиохийской церкви этот период и позднее отделились Церковь Персии, Грузии и, возможно, Армении, а после Четвёртого Вселенского собора (451) и церковь Иерусалима. В этот же период догматических споров в Антиохии сложилась собственная богословская школа. В раннехристианский период и в эпоху Вселенских соборов началось формирование формы первенства епископов в региональных (поместных) церквах. Наибольший авторитет получили епископские кафедры крупных городов Римской империи: Рима, Константинополя, Антиохии, Александрии и Иерусалима, которые сформировали т. н. «пентархию». Шестое правило Первого Вселенского собора (325) установило равенство в осуществлении своих полномочий в пределах своих епархий епископов Рима, Александрии и Антиохии.
Эпоха христологических споров V века между антиохийским и александрийским богословием и рецепция итогов Эфесского (431), Второго Эфесского (449) и Халкидонского (451) соборов привели к расколу единой Церкви Антиохии. В начале VI века противники Халкидонского собора начали организацию собственной церковной иерархии в Антиохийской церкви, окончательно отделившись от церкви Византийской империи к середине VI века. Таким образом христианский восток и Церковь Антиохии раскололись на два направления: халкидониты, которые позднее получили название «мелькиты» (происходит от сирийского malka (царь, император) и буквально означает «царские») и противники Халкидона, которых их оппоненты называли «яковитами» от имени епископа Иакова Барадея — создателя антихалкидонской иерархии в Антиохийской церкви.